# Alacsony dimenziós topológia

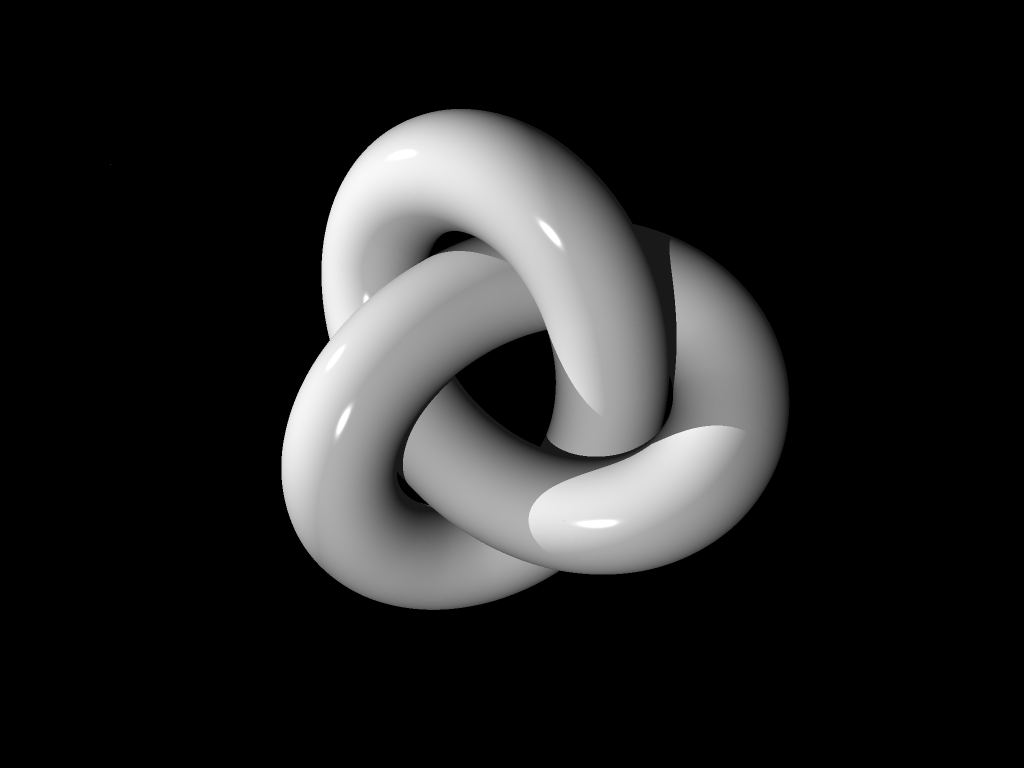
A legegyszerűbb nem triviális csomó térbeli ábrázolása. A csomóelmélet az alacsony dimenziós topológia része

Az alacsony dimenziós topológia a matematikában a topológiának az az ága, ami a legfeljebb négydimenziós sokaságokkal foglalkozik. Ide tartozik a három-sokaságok és a négy-sokaságok elmélete, a csomóelmélet és a lánccsoportok elmélete. A geometriai topológia részének tekinthető.

## Két dimenzió
A felületek kétdimenziós, topológiai sokaságok. A legtöbb ismert példa a háromdimenziós euklideszi geometriai testek felülete, például a gömbfelület. Azonban vannak olyan felületek is, amelyek nem ágyazhatók be a háromdimenziós térbe szingularitások vagy önátmetszés nélkül. Ilyen például a Klein-palack.

### A felületek osztályozása
A zárt felületek klasszifikációs tétele szerint minden összefüggő zárt felület homeomorf a következő három egyikével:
- gömbfelület
- g tórusz összefüggő összege, ahol {\displaystyle g\geq 1}
- k valós projektív sík összefüggő összege, ahol {\displaystyle k\geq 1}

Az első két családba tartozó felületek irányíthatók, kényelmes tehát őket kombinálni. Ekkor a gömbfelületet 0 tórusz összefüggő összegének tekintik. Az összeg tórusz tagjainak számát a felület nemszámának vagy génuszának nevezik. A gömb Euler-karakterisztikája 2, a tóruszé 0, és minden újabb tórusz kettővel csökkenti az Euler-karakterisztikát, így annak képlete 2 − 2g.
A harmadik családba tartozó felületek nem irányíthatók. A valós projektív sík Euler-karakterisztikája 1, és általában, k valós projektív sík összefüggő felületének Euler-karakterisztikája 2 − k.

### Uniformizációs tétel
Az uniformizációs tétel szerint, minden egyszeresen összefüggő Riemann-felület konform ekvivalens a következő három egyikével: a nyitott egységkör, a komplex sík vagy a Riemann-gömb. Többek között konstans görbületű Riemann-metrikát ad. Így a Riemann-felületek lehetnek elliptikusak (pozitív görbület), parabolikusak (lapos, nulla görbület) vagy hiperbolikusak (negatív görbület) univerzális fedésük szerint.
Az uniformizációs tétel a Riemann-féle leképezési tétel általánosítása a sík valódi egyszeresen összefüggő nyílt részhalmazairól tetszőleges egyszeresen összefüggő Riemann-felületre.

### Teichmüller-tér
A matematikában az X (valós) topológiai felület TX Teichmüller-tere az a tér, ami komplex struktúrákat paraméterez az X felületen homeomorf módon úgy, hogy azok izotópikusak legyenek az identitással. TX minden pontja jelölt Riemann-felületek izomorfiaosztálynak tekinthető, ahol a jelölés X-ből X-be menő homeomorfiák egy izotópiaosztálya. A Teichmüller-tér a (Riemann-) modulustér egyértelmű univerzális fedő orbifoldja.
A Teichmüller-térnek kanonikus komplex sokaság szerkezete és természetes metrikája van. Topológiai szerkezetét Fricke tanulmányozta, és a Teichmüller-metrikát Oswald Teichmüller (1940) vezette be.

## Három dimenzió
Egy topologikus tér három-sokaság, ha minden pontjának van egy környezete, ami homeomorf az euklideszi tér egy darabjával.
A topologikus, szakaszonként lineáris és sima kategóriák ekvivalensek három dimenzióban. Így nem nagyon van különbség aközött, hogy topologikus három-sokaságokról vagy sima három-sokaságokról van-e szó.
A három dimenzió speciális abból a szempontból, hogy vannak benne olyan jelenségek, amelyek más dimenziókban nem fordulhatnak elő. Ez a speciális szerep további kapcsolatokat jelent különböző matematikai területek között, így kapcsolódik a csomóelmélet, a geometriai csoportelmélet, a hiperbolikus geometria, a számelmélet, a Teichmüller-elmélet, a topológiai kvantumtérelmélet, a mértéktérelmélet, a Floer-homológia, és a parciális differenciálegyenletek. A három-sokaságok elmélete a geometriai topológia és az alacsony dimenziós topológia részének is tekinthető.

### Csomó- és láncelmélet
A csomóelmélet a matematikai csomókat tanulmányozza. Míg a mindennapi életben a csomóknak két végük van, a matematikai csomók végei össze vannak ragasztva. Ha egy csomó kibontható, akkor ekvivalens a triviális csomóval. A csomóelmélet egyik alapvető eredménye szerint azok a csomók, amiknek végeik vannak, mindig kibonthatók, ezért csak a matematikai csomók osztályozását kell elvégezni csomóinvariánsok segítségével. A csomó a kör egy beágyazása a háromdimenziós euklideszi térbe. Az ekvivalencia meghatározása szerint a tér önmagába való deformálása engedélyezett művelet. Ezt ambient izotópiának nevezik, ami magában foglalja a szokásos mozgatásokat, de kizárja a csomó elvágást, vagy hogy áthaladjon önmagán, azaz nem metszheti át önmagát közben.
Gyakran tanulmányozott három-sokaságok a csomókomplementerek. Egy csomó komplementere az a háromdimenziós tér, ami körülveszi a csomót. Jelölésekkel, legyen K csomó egy M három-sokaságban. Legyen N a K egy csőkörnyezete; így N tömör tórusz. Ekkor a csomó komplementere N komplementere:
{\displaystyle X_{K}=M-{\mbox{interior}}(N).}
Ehhez kapcsolódik a láncelmélet. A láncelmélet egy absztrakt geometriai elmélet, ami a láncok fogalmát tanulmányozza. A láncelmélet alapötlete, hogy a mindkét végükön rögzített szálakat csoportelmélettel írja le, ahol a művelet a keresztezz két szálat az egyik végük kibontásával, majd rögzítsd őket vissza. Ezeket a csoportokat explicit prezentációkkal írják le, ahogy azt Emil Artin (1947) megmutatta. A lánccsoportoknak mélyebb matematikai értelmük is van: bizonyos konfigurációterek fundamentális csoportjai.

### Hiperbolikus három-sokaságok
Egy hiperbolikus három-sokaság egy három-sokaság konstans -1 metszési görbületű teljes Riemann-metrikával ellátva. Más szavakkal, a háromdimenziós hiperbolikus tér hányadosa hiperbolikus izometriák egy részcsoportjával, amelyek szabadon hatnak úgy, hogy a lokálisan kompakt tér minden kompakt részhalmazának képei közül csak véges sok metszi a kompakt halmazt. Lásd még a Klein-modellt.
Vastag-vékony felbontásának vékony része geodetikus vonalak csőszerű környezetéből áll, amelyek zárt görbék környezetei, vagy egy euklideszi felület és a zárt félsugár szorzata határolja. A sokaság akkor és csak akkor véges térfogatú, ha vastag része kompakt. Ekkor a végek tórusz és zárt félsugár kereszteződései. Erre a leggyakrabban tanulmányozott példák a csomókomplementerek.

### Poincaré-sejtés és geometrizáció
Thurston geometrizációs sejtése szerint bizonyos háromdimenziós topologikus sokaságok közül mindegyiknek van egyértelmű, csak rá jellemző geometriai szerkezete. Ez a kétdimenziós sokaságok osztályozásának megfelelője, ami szerint a kétdimenziós sokaságon három geometria egyike lehetséges. Három dimenzióban azonban nem mindig lehet az egész sokaságra jellemző geometriát megadni. A geometrizációs sejtés szerint azonban minden három-sokaság kanonikusan felbontható darabokra úgy, hogy a darabok mindegyikén a nyolc geometriai szerkezet egyike valósuljon meg. A sejtés William Thurstontól származik (1982), és több más sejtést implikál, például a Poincaré-sejtést vagy Thurston elliptikus sejtését.

## Négy dimenzió
Egy négy-sokaság egy négydimenziós sokaság, a sima négy-sokaság pedig sima szerkezetű sokaság. Az alacsonyabb dimenzióktól eltérően négy dimenzióban lényegesen különböznek a topologikus sokaságoktól. Vannak topologikus sokaságok sima szerkezet nélkül, és olyanok is, amiken több sima szerkezet is létezik. Vannak sima négy-sokaságok, amelyek homeomorfak, de nem diffeomorfak egymással.
A fizikában azért fontosak a négy-sokaságok, mert a téridőt pszeudo-Riemann 4-sokaságként értelmezik.

### Egzotikus R4
Vannak sima négy-sokaságok, amelyek homeomorfak, de nem diffeomorfak egymással. Ez igaz a négydimenziós R4 térre is. Egzotikus R4-nek nevezik azokat a sokaságokat, amelyek homeomorfak, de nem diffeomorfak a négydimenziós euklideszi térrel. Az első példákat Michael Freedman adta az 1980-as években, kihasználva a kontrasztot Freedman négy-sokaságok tétele és Simon Donaldson sima négy-sokaságok tétele között. Clifford Taubes megmutatta, hogy kontinuum sok nem-diffeomorf differenciálható struktúra van R4-en.
Már ezelőtt a konstrukció előtt ismert voltak nem diffeomorf sima struktúrák a gömbön; ezek az egzotikus gömbök, habár a négydimenziós speciális esetben nem ismertek ilyeneket, és a kérdés 2014-ben nyitott volt. Az egzotikus tér csak négy dimenzióra jellemző; bizonyítható, hogy más pozitív egész dimenzióban ez nem lehetséges.

### A négy dimenzió további specialitásai
Több alapvető tétel van, ami alól a négy dimenzió kivétel. Ezeket az alacsonyabb dimenziókban az alacsony dimenziós topológia eszközeivel, más dimenziókban pedig egészen más módon lehet bizonyítani. Négy dimenzióban azonban ezek nem bizonyíthatók, sőt, nem is teljesülnek ezek az állítások. Néhány példa:
- Más dimenziókban a Kirby–Siebenmann-invariáns meghatározza a PL struktúra létezését. Egy kompakt topologikus sokaság PL-struktúrájú, ha Kirby–Siebenmann-invariánsa H4(M,Z/2Z)-ben eltűnik. Alacsonyabb dimenziókban minden topologikus sokaságnak van lényegében egyértelmű PL-struktúrája. Négy dimenzióban azonban a Kirby–Siebenmann-invariáns akkor is nullává válhat, ha nincs PL-struktúra.
- Négytől különböző dimenziókban a kompakt topologikus sokaságokon csak véges számú lényegesen különböző PL vagy sima struktúra lehetséges. Négy dimenzióban viszont a kompakt sokaságokon megszámlálhatóan végtelen, egymással nem diffeomorf sima struktúra létezhet.
- Az Rn térnek csak akkor van egzotikus sima struktúrája, ha n = 4. Akkor azonban a megszámlálható végtelennél több egzotikus sima struktúra van rajta. Lásd Egzotikus R4.
- Négytől különböző dimenziókban ismert a sima Poincaré-sejtés megoldása; a legfeljebb hét dimenziókban a válasz többnyire az, hogy hamis. A PL-sokaságokra már minden dimenzióban ismert az eredmény, négy dimenzióban azonban a két ekvivalens sejtés nyitott.
- A sima h-kobordizmustétel a nem négydimenziós kobordizmusokra teljesül azzal a feltétellel, hogy határuk sem négydimenziós. Donaldson megmutatta, hogy ha a határ nem négydimenziós, akkor a tétel nem teljesül. A négydimenziós kobordizmusokra a tétel nincs bizonyítva.
- A nem négydimenziós topologikus sokaságoknak van fül-test felbontásuk. A négydimenziós topologikus sokaságoknak csak akkor van, ha kisimíthatók.
- Vannak kompakt négydimenziós sokaságok, amelyek nem homeomorfak semmilyen szimpliciális komplexussal. A legalább ötdimenziós terek esetén ezt csak 2013-ban látta be Ciprian Manolescu.

## Az alacsony dimenziós topológia specialitásai
Az alacsony dimenziós topologikus tereket másként kell kezelni, mint a magasabb dimenziósakat. Ezekben a dimenziókban nem alkalmazhatók a magasabb dimenziós eszközök.
- Steenrod tétele szerint az irányítható három-sokaságok érintőserege triviális. Azaz három dimenzióban a karakterisztikus osztályok csak az irányíthatóság szerint tudnak különbséget tenni a három-sokaságok között.
- Minden zárt három-sokaság határa egy négy-sokaságnak. Következik a Dehn–Lickorish-tételből a Heegaard-hasítással, vagy René Thom számításaiból a zárt sokaságok kobordizmusgyűrűjéből.
- Az egzotikus R4 létezése. Először Michael Freedman figyelte meg Simon Donaldson és Andrew Casson munkásságára alapozva. Utána Freedman, Robert Gompf, Clifford Taubes és Laurence Taylor mutatta meg, hogy kontinuum sok nem-diffeomorf sima struktúra létezik R4-en. Más dimenziókban ilyen nem létezik.

## Fordítás
Ez a szócikk részben vagy egészben  a   Low-dimensional topology című angol Wikipédia-szócikk fordításán alapul.  Az eredeti cikk szerkesztőit annak laptörténete sorolja fel. Ez a jelzés csupán a megfogalmazás eredetét és a szerzői jogokat jelzi, nem szolgál a cikkben szereplő információk forrásmegjelöléseként.